# Eriostemon
Eriostemon é um género botânico pertencente à família Rutaceae.